# Rue Delbet
Pour les articles homonymes, voir Delbet.
La rue Delbet est une voie du 14e arrondissement de Paris, en France.

## Situation et accès
La rue Delbet est une voie publique située dans le 14e arrondissement de Paris. Elle débute au 149, rue d'Alésia et se termine au 32, rue Louis-Morard.

## Origine du nom
Elle porte le nom du propriétaire des terrains sur laquelle elle avait été tracée, Pierre Jean Delbet, grand-père du docteur Pierre Delbet.

## Historique
La voie est ouverte en 1883 et prend sa dénomination actuelle la même année.

## Bâtiments remarquables et lieux de mémoire
- Au no  8, entrée de la crèche collective : ancien porche d'entrée du dispensaire Furtado-Heine, créé en 1884, par Cécile Furtado-Heine.

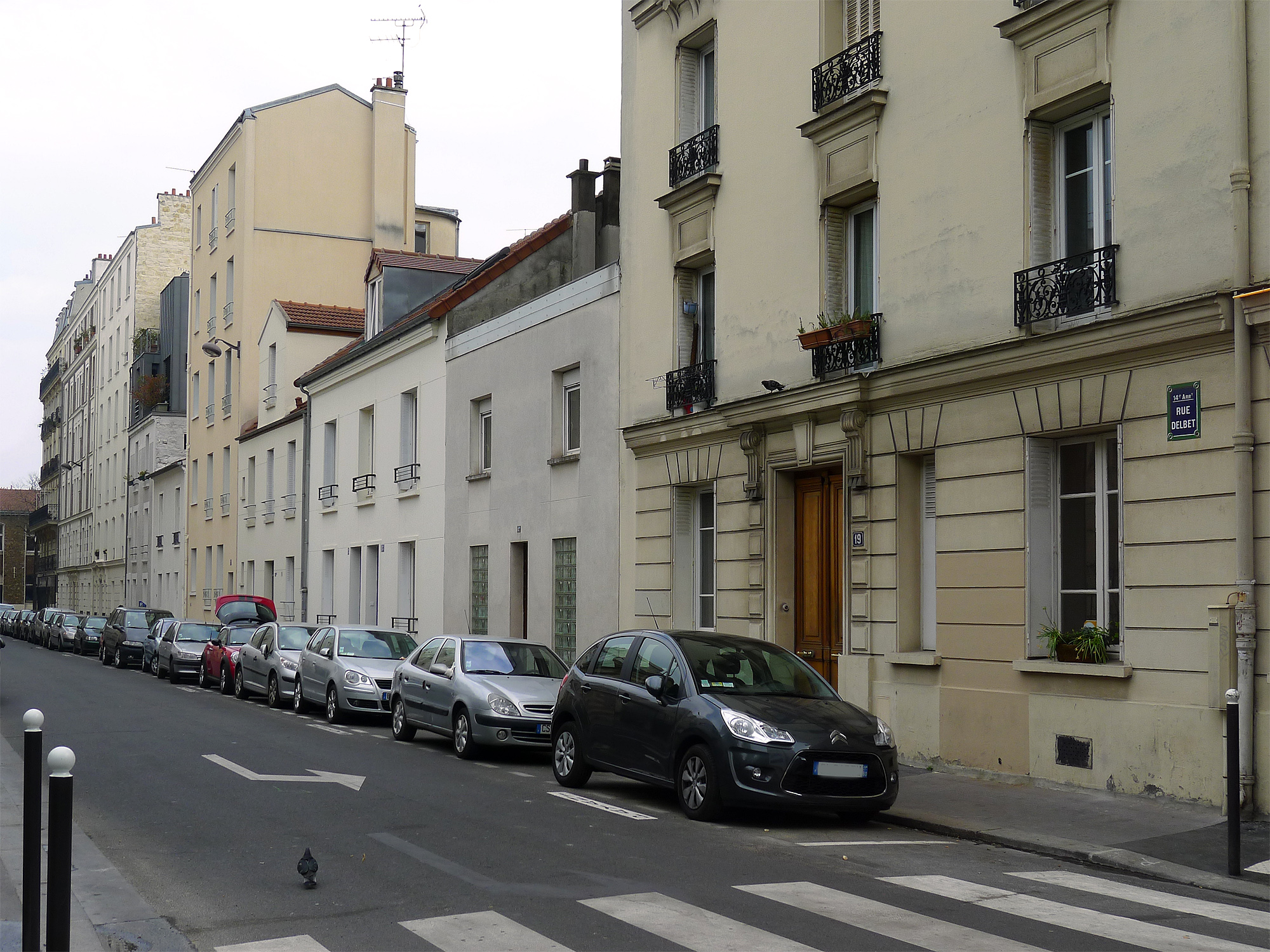
Au premier plan, le no 19.